# Jorge Pereira Lyon
Jorge Carlos Florencio Andrés Pereira Lyon (Valparaíso, 28 de diciembre de 1893-Santiago de Chile, 18 de junio de 1946) fue un Comerciante; Industrial; Empresario y diputado chileno.

## Familia
Hijo de Benjamín Pereira Eyzaguirre y Elena Lyon Amenábar. Contrajo matrimonio en 1920 con Luz Correa Pereira, Hija De Francisco Javier Correa Errázuriz. Con Luz tuvo 3 hijos que fueron: Jorge, Luz y Benjamin Pereira Correa

## Estudios
Estudió en el Colegio San Ignacio y en la Facultad de Ingeniería de la Universidad de Chile.

## Vida privada
Se dedicó a las actividades comerciales e industriales; trabajó en exportaciones marítimas en San Antonio y como embarcador y agente de vapores en Valparaíso junto a Vicente Martínez, bajo la razón social de "Martínez y Pereira Ltda."

## Vida pública
Militó en el Partido Conservador (Chile) y en 1933 era Independiente.
Fue electo diputado por la Octava Agrupación Departamental "Melipilla y Maipo", período 1933-1937; integró la Comisión Permanente de Fomento, que conforme a un proyecto de acuerdo de reforma reglamentaria, aprobado el 4 de abril de 1933, la Comisión Permanente pasó a denominarse de Vías y Obras Públicas.
Fue gerente de la Viña Lontué.
Está entre los iniciadores del Rotary Club de San Antonio, Chile; y uno de sus grandes benefactores.

## Muerte
Jorge Pereira Lyon falleció a los 54 años de edad en Santiago de Chile, 18 de junio de 1946. Sus restos mortales fueron trasladados a Santiago, sepultado en el mausoleo de la Familia Correa Pereira.